# Maltański Komitet Olimpijski
Maltański Komitet Olimpijski (mal. Kumitat Olimpiku Malti) – stowarzyszenie związków i organizacji sportowych z siedzibą w Gżirze, zajmujące się organizacją udziału reprezentacji Malty w igrzyskach olimpijskich i europejskich oraz upowszechnianiem idei olimpijskiej i promocją sportu, a także reprezentowaniem maltańskiego sportu w organizacjach międzynarodowych, w tym w Międzynarodowym Komitecie Olimpijskim.